# Orford Castle

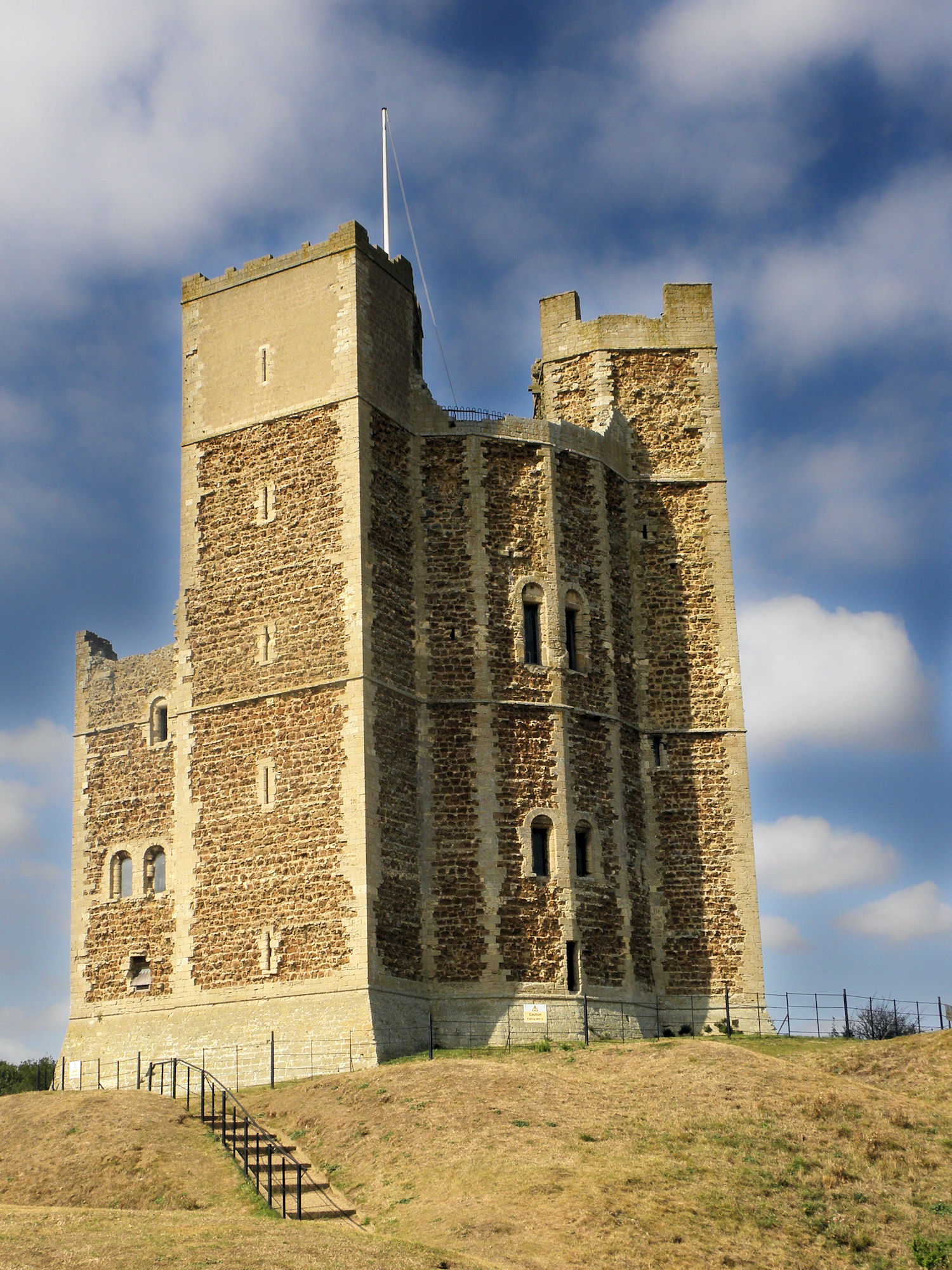
Der Keep von Orford Castle

Orford Castle ist eine Burg im Dorf Orford, 20 km nordöstlich von Ipswich in der englischen Grafschaft Suffolk. Man kann von dort aus die Orford Ness überblicken. Die Burg wurde von 1165 bis 1173 für König Heinrich II. gebaut, um die königliche Macht in der Region zu sichern. Der gut erhaltene Keep, den der Geschichtswissenschaftler R. Allen Brown als „einen der bemerkenswertesten in England“ beschreibt, zeigt eine einzigartige Konstruktion, die vermutlich auf byzantinischen Vorbildern basiert. Er steht in den erdbedeckten Resten der äußeren Befestigungen.

## Geschichte

### 12. Jahrhundert

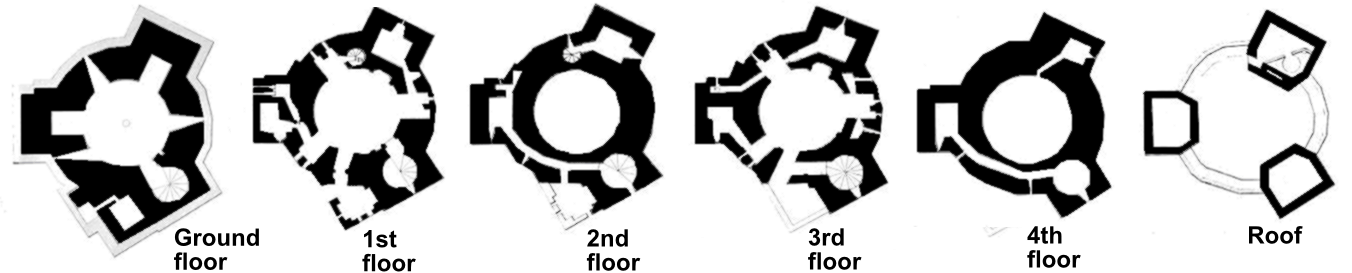
Grundrisse der Stockwerke des Donjons von Orford

Vor dem Bau von Orford Castle dominierte die Familie Bigod Suffolk. Sie hatte den Titel der Earls of Norfolk inne und ihr gehörten die wichtigsten Burgen in der Gegend, wie Framlingham Castle, Bungay Castle, Walton Castle und Thetford Castle. Hugh Bigod gehörte in der Anarchie während der Regentschaft von Stephan I. einer Gruppe andersdenkender Barone an und Heinrich II. wollte den königlichen Einfluss wieder über die gesamte Region ausdehnen. Heinrich konfiszierte die vier Burgen von Hugh Bigod, gab aber Framlingham und Bungay 1165 wieder an ihn zurück. Anschließend beschloss Heinrich, seine eigene königliche  Burg in Orford bei Framlingham bauen zu lassen. Die Bauarbeiten begannen 1165 und wurden 1173 abgeschlossen. Das Gelände in Orford befand sich etwa 3,2 km von der Küste entfernt, war eben, etwas sumpfig und fiel sanft zum Fluss Ore, der etwa 800 m entfernt lag, hin ab.

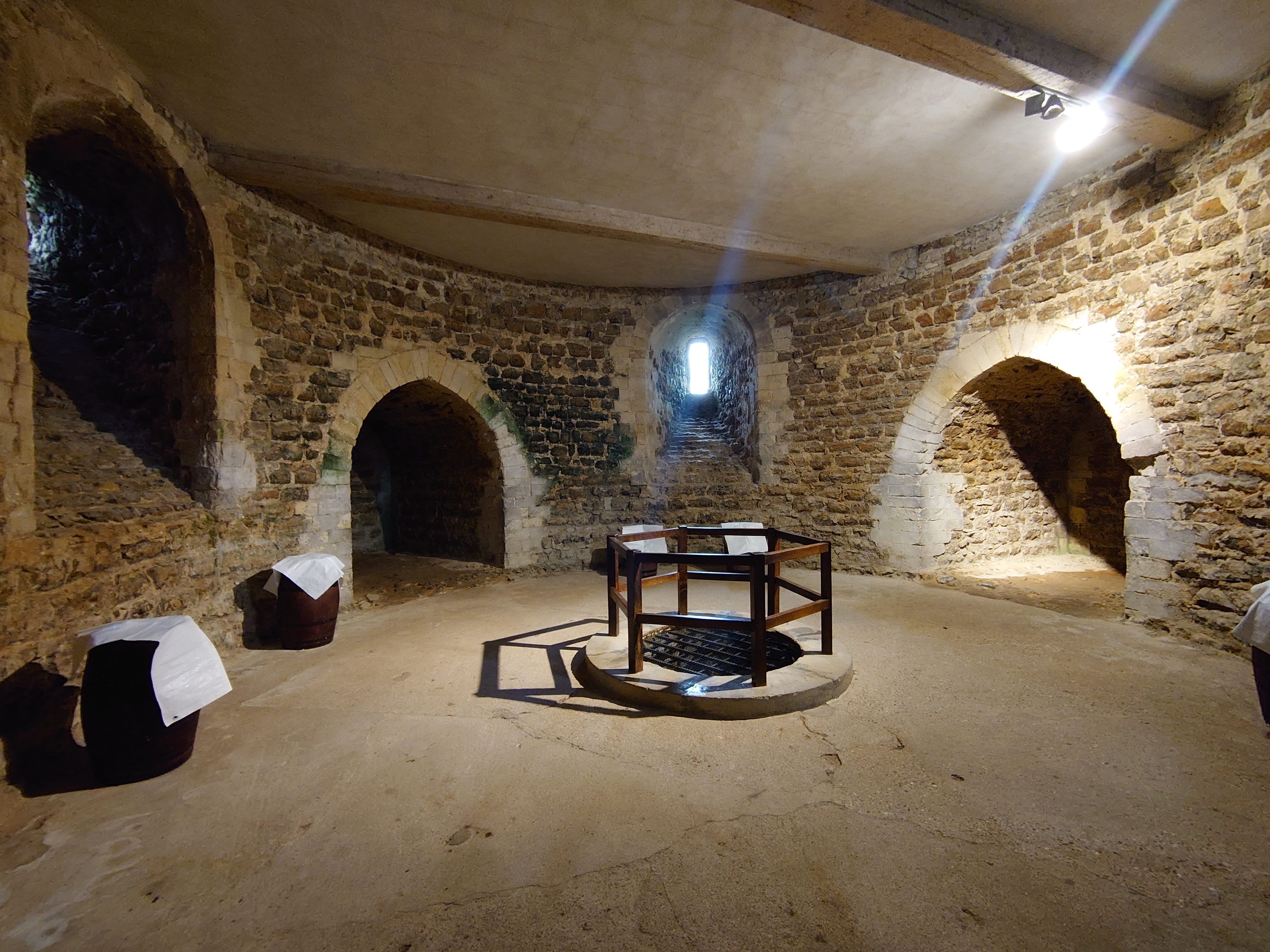
Der Ziehbrunnen im Keller

Die Konstruktion des Keeps war einmalig in England und er wurde später vom Geschichtswissenschaftler R. Allen Brown als „einer der bemerkenswertesten Donjons in England“ bezeichnet. Der 27 Meter hohe, zentrale Turm mit 15 Metern Durchmesser war kreisrund und hatte am Umfang drei rechteckige Türme angebaut, die den zentralen Turm überragten. Der Turm basierte auf präzisen Proportionen; seine verschiedenen Dimensionen folgten dem Verhältnis 1 : 1,4142 (1 : Wurzel 2), das man in vielen zeitgenössischen englischen Kirchen fand. Der größte Teil der Innenwände besteht aus hochwertigem Werksteinmauerwerk mit 1,7 Meter breiten Treppenhäusern. Ursprünglich war das Dach des Donjons über der oberen Halle kuppelartig mit einem hohen Turm darüber.
Der Keep war von einer Ringmauer umgeben und hatte vermutlich vier flankierende Türme und ein Torhaus, die einen relativ kleinen Burghof umschlossen. Diese Außenbefestigungen waren der eigentliche Schutz der Burg, nicht so sehr der Keep selbst. Das nahegelegene Marschland wurde trockengelegt und so bekam das Dorf Orford einen geschützten Hafen. Der Bau der Burg, einschließlich des Burggrabens, der Palisaden und der Steinbrücke kostete £ 1413; die Arbeiten wurden vermutlich vom Baumeister Alnoth ausgeführt. Einige der Hölzer wurden bis von Scarborough an die Baustelle gebracht und die Steinmetzarbeiten wurden aus Kalkstein von Caen in der Normandie gefertigt. Die restlichen Bausteine bestanden aus lokal gebrochenem Sedimentgestein und Korallenkalkstein, ebenso wie aus Kalkstein von Northamptonshire.
Die Konstruktion des Keeps hat viel historisches Interesse geweckt. Traditionelle Erklärungen für seinen unüblichen Grundriss lauten, dass die Burg eine militärische Übergangskonstruktion war, die sowohl kreisrunde Elemente späterer Burgen als auch rechteckige Strebepfeiler früherer normannischer Befestigungen vereinigte. Die jüngere Lehre kritisiert diese Erklärung. Die Konstruktion des Keeps von Orford ist militärisch schwierig einzuordnen, weil Strebewerke zusätzliche blinde Flecken für die Verteidiger schufen, während die Gemächer und das Treppenhaus in den Ecken die Wände schwächten. Rechteckige normannische Keep wurden auch nach Orford noch gebaut, während Heinrich II. schon ganz kreisrunde Burggrundrisse kannte, bevor er diesen Keep bauen ließ. Ein kreisrunder Keep wurde z. B. 1146 auf New Buckenham Castle in Norfolk gebaut. Geschichtswissenschaftler haben daher die Frage aufgeworfen, inwieweit die Konstruktion des Keeps in Orford als echte Übergangskonstruktion angesehen werden kann. Stattdessen, so meinen die Historiker heute, war diese Konstruktion von politischer Symbolkraft veranlasst. Heslop nimmt an, dass die klare, einfache Eleganz der Architektur für Adlige des 12. Jahrhunderts das Bild von König Artus heraufbeschwor, an den man damals weithin annahm, er hätte Verbindungen zu den Römern und Griechen gehabt. Die gebänderten, winkligen Details des Keeps ähnelten der theodosianischen Mauer von Konstantinopel, damals ein idealisiertes Bild kaiserlicher Macht, und der Keep als Ganzes, einschließlich des Daches, mag auf einer Halle basiert haben, die zur damaligen Zeit gerade von Johannes II. in Konstantinopel errichtet worden war.

### 13. bis 19. Jahrhundert

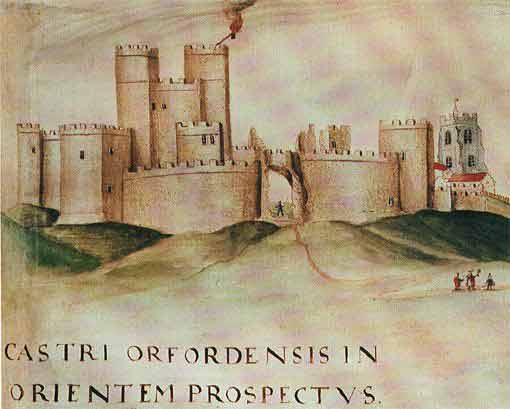
Aquarell von Orford Castle im Jahre 1600, von John Norden

Bis zum Anfang des 13. Jahrhunderts hatte sich die königliche Autorität in Suffolk fest etabliert, nachdem Heinrich II. die Bigods in der Revolte von 1173–1174 geschwächt hatte. Orford Castle wurde in diesem Konflikt mit einer großen Garnison belegt; allein 20 Ritter waren dort stationiert. Nach dem Zusammenbruch der Revolte befahl Heinrich II. die endgültige Konfiszierung von Framlingham Castle. Die politische Bedeutung von Orford Castle nahm nach Heinrichs Tod 1189 ab, obwohl der Hafen von Orford an Bedeutung zunahm und zu Anfang des Jahrhunderts dort mehr Waren als im bekannteren Hafen von Ipswich umgeschlagen wurden.
Während des Ersten Kriegs der Barone wurde die Burg 1216 von Prinz Ludwig von Frankreich eingenommen, der mit Unterstützung rebellischer Barone die englische Krone beanspruchte. John FitzRobert wurde unter dem jungen Heinrich III. Gouverneur der königlichen Burg, gefolgt von Hubert de Burgh. Unter Eduard I. wurde ein Gouverneur aus der ‘’Familie Valoines’’ ernannt. Das Amt ging dann durch Heirat auf Robert d'Ufford, den ersten Earl of Suffolk, über, dem das Amt dann 1336 in perpetuum  von Eduard III. verliehen wurde. So war Orford Castle nicht länger eine königliche Burg und ging durch die Hände der Familien Willoughby, Stanhope und Devereux. Die Siedlung Orford dagegen machte in dieser Zeit einen wirtschaftlichen Niedergang durch. Das Ästuar des Ore versandete und der Orford Ness wuchs, sodass die Einfahrt in den Hafen immer schwieriger wurde. So nahm das Handelsvolumen ab und mit ihm auch die Bedeutung von Orford Castle als Zentrum der örtlichen Macht.
Die Burg und die umgebenden Ländereien wurden 1754 von der Familie Seymour-Conway aufgekauft. Ende des 18. Jahrhunderts war nur noch die Nordwand des Burghofes erhalten und das Dach und die oberen Stockwerke des Keeps waren stark verfallen. Francis Seymour-Conway, der zweite Marquess of Hertford, schlug 1805 die Zerstörung des Gebäudes vor. Die Regierung hielt ihn davon ab, weil sie in dem Keep eine wichtige Landmarke für die sich von den holländischen Küste her nähernden Schiffe sah, die nicht auf die nahegelegenen Sandbänke auflaufen wollten. Francis’ Sohn, ebenfalls Francis genannt, beauftragte 1831 Restaurierungen, in deren Verlauf das oberste Geschoss des Keeps neu aufgebaut und mit einem relativ flachen Bleidach versehen wurde. In den 1840er-Jahren waren fast alle den Burghof umgebenden Mauern und deren Türme verschwunden; ihre Bausteine wurden für andere Gebäude genutzt, nur noch die Fundamente waren sichtbar.

### 20. und 21. Jahrhundert

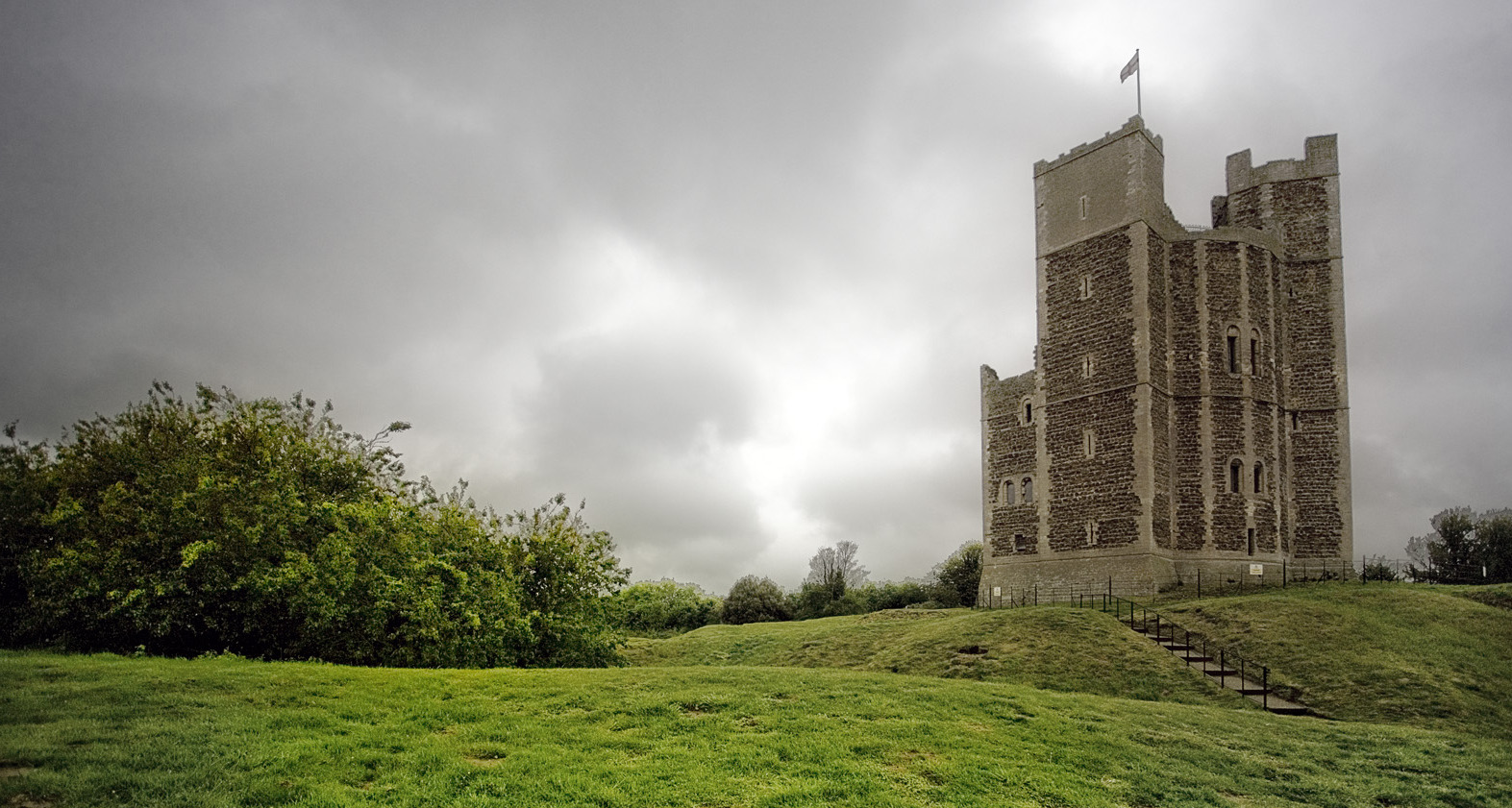
Orford Castle und die umgebenden Erdwälle

Sir Arthur Churchman kaufte 1928 Orford Castle und überließ 1930 das Anwesen dem Orford Town Trust. Kurz danach rief dieser zu Spenden zum Erhalt und zur Restaurierung der Burg auf. Während des Zweiten Weltkrieges wurde die Burg mit Stacheldraht weiter befestigt und sollte ursprünglich eine Flugabwehrstellung werden; um den Keep wurden Nissenhütten aufgestellt. Stattdessen nutzte man die Burg als Radarstellung. Im südöstlichen Turmanbau wurde eine Betondecke eingezogen, die die Radarausrüstung trug. Die Nissenhütten wurden nach Kriegsende wieder entfernt.
Orford Castle wurde 1962 dem Ministry of Works und wird heute von English Heritage verwaltet. Der Keep ist der einzige Teil der Burg, der heute noch intakt erhalten ist. Die Überreste der Erdwälle um den ehemaligen Burghof sind immer noch sichtbar, aber nicht alle Gräben darin stammen auch wirklich aus dem Mittelalter, sondern resultieren aus früheren Abtragungen der Burgmauern. Der Orford Museum Trust hat in der oberen Halle eine Ausstellung verschiedener archäologischer Artefakte zusammengestellt, die in der Gegend gefunden wurden. Die Ausgrabungsarbeiten zum Verständnis der Umgebung des Keeps wurden 2002–2003 fortgesetzt. Die Burg gilt als Scheduled Monument und wurde von English Heritage als Kulturdenkmal der Kategorie Grade I eingestuft.

## Der wilde Mann von Orford
Orford Castle ist mit der Legende vom Wilden Mann von Orford verbunden. Nach dem Chronisten Radulph von Coggeshall soll um 1167 ein nackter, wilder Mann, nur bekleidet mit seinem eigenen Haar, in den Netzen der örtlichen Fischer gefangen worden sein. Der Mann wurde zur Burg zurückgebracht, wo er sechs Monate lang gefangen gehalten wurde, wobei er peinlich befragt und gefoltert wurde. Er sagte nichts und benahm sich ganz wild. Schließlich gelang es dem wilden Mann, aus der Burg zu fliehen. Spätere Quellen beschreiben den Gefangenen als Meermann (männliche Meerjungfrau) und der Vorfall scheint die Entstehung von „Wilder-Mann“-Gravierungen auf örtlichen Taufbecken befördert zu haben – etwa zwanzig solcher Taufbecken aus dem Spätmittelalter existieren in den Küstengebieten von Suffolk und Norfolk in der Nähe von Orford.